# جودیت ویسنر
 جودیت ویسنر (انگلیسی: Judith Wiesner؛ زاده ۲ مارس ۱۹۶۶) یک تنیس‌باز اهل اتریش است. 